# Nesaea aspera
Nesaea aspera là một loài thực vật có hoa trong họ Lythraceae. Loài này được (Guill. & Perr.) Koehne mô tả khoa học đầu tiên năm 1882.